# Wouter Mol
Wouter Mol (Nibbixwoud, Medemblik, 17 d'abril de 1982) és un ciclista neerlandès, professional des del 2004 fins al 2016.
En el seu palmarès destaca la victòria al Tour de Qatar de 2010, aconseguida gràcies a una escapada durant la segona etapa que li va donar un parell de minuts d'avantatge respecte a la resta de ciclistes.

## Palmarès
- 2007
  - 1r al Gran Premi del 1r de maig - Premi d'honor Vic de Bruyne
  - 1r a Nijverdal
- 2008
  - 1r al Gran Premi Jef Scherens
- 2010
  - 1r al Tour de Qatar
- 2016
  - Vencedor d'una etapa a l'An Post Rás